# 奉化南门俞氏
奉化南门俞氏，俗称奉化俞氏，出自浙江省奉化的俞姓家族，以民国政治军事人物出名，多为蒋介石、蒋经国的左右臂膀。以“奉化三俞”最为出名。因家族世居奉化县城南门，因而得名。

## 家族
先祖浙江省宁海县人，清朝末年迁居奉化。与山阴俞氏俞文葆家族不同族。
家系：
- 俞柏江：本浙江宁海县龙宫马岙人，清朝末年举家迁居奉化，世居奉化县城南门，是奉化始迁祖。有三子，为智、仁、再三房：
  - 智房俞贤
    - 子俞镇臣：民国政治人物，淡水县县长。娶胡朝阳之妹为妻。
      - 孙俞国华：中华民国行政院长，中央银行总裁，台湾经济腾飞的主要推手之一。
      - 孙俞国斌：中华民国驻纽约总领事，驻洪都拉斯大使。

  - 仁房俞德相
    - 子俞阿成
      - 孙俞济时：中华民国陆军上将。
      - 孙俞济民：杭州市长，中华民国陆军少将。

  - 勇房俞德桂
    - 子俞飞鹏：中华民国陆军上将。

除以上民国要人1949年均举家迁居台湾外。另有后人，多居住在宁波、上海、美国、加拿大，很少从政，多为教育、科技、医疗专业人士。